# Dakan
Pour plus de détails, voir Fiche technique et Distribution.
Dakan est un film franco-guinéen de Mohamed Camara réalisé en 1997, et sorti en 1999 en France.

## Synopsis
Deux lycéens[réf. souhaitée], Sorry et Manga, sont amoureux l'un de l'autre. Mais leur amour est mal accueilli par leur famille. Sorry cède aux pressions, il se marie et a un enfant. Manga doit, de son côté, voir un marabout pour qu'il le délivre de sa passion incompréhensible. Il rencontre une jeune Française avec qui il se lie d'amitié.

## Fiche technique
- Autre titre : Destiny (titre anglais)
- Scénario : Mohamed Camara
- Réalisation : Mohamed Camara
- Production : René Féret et Pascal Lahmani
- Musique originale : Elhadj Sory et Kandia Kouyaté
- Image : Gilberto Azevedo
- Pays :  France,  Guinée
- Langue : français
- Montage : Dos Santos
- Son : Christine Charpail et Dominique Hennequin
- Durée : 89 minutes
- Dates de sortie : 
  - 1998 ( États-Unis)
  - 1999 ( France)

## Distribution
- Aboubacar Touré
- Mamady Mory Camara
- Cécile Bois
- Koumba Diakité
- Kadé Seck

## Distinctions
- Grand Prix du Jury à la L.A. Outfest (Outfest - Los Angeles Gay & Lesbian Film Festival) en 1998.

## Autour du film
Dakan signifie "destin" en malinké.
Dakan est l'un des tout premiers films subsahariens à aborder le thème de l'homosexualité.
« À travers ce film, j'ai essayé de dire que l'amour reste éternel en dépit des difficultés que la société impose aux amoureux. Homo ou pas ! C'est pour moi une façon de rendre hommage à ceux qui s'aiment et expriment leur amour comme ils le sentent. »
Le film a été présenté à la Quinzaine des réalisateurs au Festival de Cannes 1997.
Il a fait 1 930 entrées en salles en France.